# Seizième circonscription de Seine-et-Oise
La seizième circonscription de Seine-et-Oise est l'une des dix-huit circonscriptions législatives que compte le département français de Seine-et-Oise, situé en région Île-de-France.

## Description géographique
Le Journal officiel du 13-14 octobre 1958 déterminait la composition de la circonscription :
- Canton de Boissy-Saint-Léger
- Communes d'Ablon-sur-Seine, Valenton, Villeneuve-le-Roi et Villeneuve-Saint-Georges[1].

## Description historique et politique

### Historique des députations
| Législature | Début de mandat | Fin de mandat  | Député             | Parti politique | Observations |
| ----------- | --------------- | -------------- | ------------------ | --------------- | --- |
| Ire         | 9 décembre 1958 | 9 octobre 1962 | Olivier d'Ormesson | CNIP            | Maire d'Ormesson-sur-Marne Mandat écourté à la suite d'une dissolution parlementaire décidée par Charles de Gaulle. |
| IIe         | 6 décembre 1962 | 2 avril 1967   | Jean-Marie Poirier | UNR-UDT         | |

## Historique des élections

### Élections de 1958
| Candidat       | Candidat               | Parti          | Premier tour | Premier tour | Second tour | Second tour |  |
| Candidat       | Candidat               | Parti          | Voix         | %            | Voix        | %           |  |
| -------------- | ---------------------- | -------------- | ------------ | ------------ | ----------- | ----------- |  |
|                | Olivier d'Ormesson élu | CNIP           | 16 214       | 31,81        | 27 597      | 55,88       |  |
|                | Charles Benoist        | PCF            | 13 847       | 27,17        | 15 384      | 31,15       |  |
|                | Gilbert Cartier        | MRP            | 8 323        | 16,33        | Retrait     | Retrait     |  |
|                | André Rouy             | SFIO           | 5 835        | 11,45        | 6 409       | 12,98       |  |
|                | M. Mobillon            | Divers         | 4 369        | 8,57         | Retrait     | Retrait     |  |
|                | Marcel Pennetier       | UFD            | 2 385        | 4,68         |             |             |  |
|                |                        |                |              |              |             |             |  |
| Inscrits       | Inscrits               | Inscrits       | 63 669       | 100,00       | 63 648      | 100,00      |  |
| Abstentions    | Abstentions            | Abstentions    | 11 684       | 18,35        | 13 385      | 21,03       |  |
| Votants        | Votants                | Votants        | 51 985       | 81,65        | 50 263      | 78,97       |  |
| Blancs et nuls | Blancs et nuls         | Blancs et nuls | 1 012        | 1,95         | 873         | 1,74        |  |
| Exprimés       | Exprimés               | Exprimés       | 50 973       | 98,05        | 49 390      | 98,26       |  |

Le suppléant d'Olivier d'Ormesson était Claude Cornette, maire-adjoint de Villeneuve-Saint-Georges.

### Élections de 1962
| Candidat       | Candidat                   | Parti          | Premier tour | Premier tour | Second tour | Second tour |  |
| Candidat       | Candidat                   | Parti          | Voix         | %            | Voix        | %           |  |
| -------------- | -------------------------- | -------------- | ------------ | ------------ | ----------- | ----------- |  |
|                | Charles Benoist            | PCF            | 15 137       | 30,85        | 21 860      | 45,90       |  |
|                | Jean-Marie Poirier élu     | UNR-UDT        | 14 173       | 28,89        | 25 756      | 54,09       |  |
|                | Olivier d'Ormesson sortant | CNIP           | 13 759       | 28,04        | Retrait     | Retrait     |  |
|                | Michel Catonné             | PSU            | 5 996        | 12,22        | Retrait     | Retrait     |  |
|                |                            |                |              |              |             |             |  |
| Inscrits       | Inscrits                   | Inscrits       | 69 857       | 100,00       | 69 843      | 100,00      |  |
| Abstentions    | Abstentions                | Abstentions    | 19 799       | 28,34        | 18 839      | 26,97       |  |
| Votants        | Votants                    | Votants        | 50 058       | 71,66        | 51 004      | 73,03       |  |
| Blancs et nuls | Blancs et nuls             | Blancs et nuls | 993          | 1,98         | 3 388       | 6,64        |  |
| Exprimés       | Exprimés                   | Exprimés       | 49 065       | 98,02        | 47 616      | 93,36       |  |

Le suppléant de Jean-Marie Poirier était Louis Dolhem, entrepreneur de bâtiments à Boissy-Saint-Léger.